# Mario Kart 7
Mario Kart 7 is een racespel dat in samenwerking met Retro Studios is ontwikkeld door Nintendo EAD en door Nintendo in 2011 werd uitgeven voor de Nintendo 3DS.
Net als in voorgaande Mario Kart-games nemen spelers als een karakter uit het Mario-universum deel aan een race over uiteenlopende circuits geïnspireerd op of aangekleed met elementen uit het Mario-universum. Tijdens het racen kan de speler gebruik maken van power-ups (voorwerpen) die de speler een voordeel geeft of andere spelers een nadeel geeft. Er zijn een aantal nieuwe spelelementen in deze game, waaronder het glijdscherm aan de kart, de mogelijkheid om onder water te rijden en de mogelijkheid om je eigen kart samen te stellen.
Ook in dit spel is het mogelijk om online te spelen met mensen over de hele wereld. Mario Kart 7 is het eerste Mariospel dat het Nintendo Netwerk gebruikt in plaats van Nintendo WiFi-Connection. Uniek voor dit spel is dat er een first person-modus is waarbij de speler als het ware achter het stuur van de kart zit.
Dankzij de (verbeterde) hardware kan het spel in 3D gespeeld worden en is het grafisch beter dan het voorgaande deel.
Dit is het bestverkochte spel voor de Nintendo 3DS met 18,97 miljoen verkochte exemplaren wereldwijd op 31 maart 2022.

## Gameplay
Er zijn drie verschillende spelmodi beschikbaar in Mario Kart 7.

### Grand Prix
De speler neemt het op tegen zeven computergestuurde racers om een beker te winnen. Er zijn 32 circuits verdeeld over acht bekers. Na elke ronde worden punten verdeeld, wie na vier rondes de meeste punten heeft wint de gouden beker. De tweede en derde plek leveren respectievelijk een zilveren en bronzen beker op. De gouden beker wordt gemarkeerd met een aantal sterren afhankelijk van de prestatie. Als de speler eerste wordt op alle vier circuits, krijgt de gouden beker drie sterren.

### Tijdrace
In deze gamemodus racet de speler alleen over een circuit en probeert een zo snel mogelijke tijd neer te zetten. De race kan worden opgeslagen als zogenoemde ghost, waarna de speler tegen zichzelf kan racen. Ook is er voor elk circuit een staff ghost (een race opgeslagen door iemand uit het ontwikkelteam) beschikbaar. De ghost is een visueel hulpmiddel om de tijdrace te verbeteren, maar hebben geen enkele invloed op de race.

## Coureurs
Er zijn in totaal zeventien coureurs beschikbaar, waarvan er negen vrijgespeeld moeten worden. Door alle bekers te halen in een snelheidsklasse wordt de Mii beschikbaar. Elke gouden beker in snelheidsklasse 150cc speelt een nieuwe coureur vrij. In onderstaande overzicht staat vermeld welke beker welke coureur vrijspeelt.
Een aantal coureurs verschenen niet eerder als coureur in een Mario Kart-game (die zijn in het onderstaande overzicht gemarkeerd met een *). Honey Queen is een personage uit Super Mario Galaxy, toen nog bekend onder de naam Queen Bee.
In het onderstaande overzicht zijn de coureurs ingedeeld op gewicht. Het gewicht van de coureur bepaald mede de statistiek van het voertuig. Een zwaargewicht is bijvoorbeeld sneller dan een lichtgewicht, maar trekt een stuk minder snel op.
Heel Licht
- Toad
- Koopa Troopa
- Shy Guy Schildbeker
- Lakitu* Bliksembeker

Licht
- Yoshi
- Peach
- Daisy Paddenstoelbeker

Normaal
- Mario
- Luigi
- Mii alle bekers in een klasse

Zwaar
- Donkey Kong
- Rosalina Sterrenbeker
- Wiggler* Blaadjesbeker

Heel zwaar
- Bowser
- Wario Bloemenbeker
- Metalen Mario* Speciale beker
- Honey Queen* Bananenbeker

## Voertuigen
In tegenstelling tot alle voorgaande delen in de Mario Kart-reeks. stelt de speler zijn eigen kart samen. Motoren, die werden geïntroduceerd door Mario Kart Wii, keren niet terug in Mario Kart 7. Er zijn in totaal zeventien karts, tien banden en zeven glijschermen - goed voor 1190 combinaties. Elk onderdeel heeft zijn eigen statistiek (ook afhankelijk van de gekozen coureur). Bij het samenstellen van een kart wordt de statistiek getoond, als volgt:
- Snelheid (maximale snelheid op land)
- Acceleratie (de mate waarin de auto kan versnellen)
- Gewicht (een zwaardere kart kan lichtere aan de kant botsen)
- Wegligging (hoe hoger, hoe scherper de bochten gemaakt kunnen worden)
- Offroad (hoe goed de kart presteert naast het circuit)

Naast de statistiek die getoond wordt, zijn er nog zeven categorieën (onderwatersnelheid, luchtsnelheid, onderwaterwegligging, luchtwegligging, mini-turbo, stabiliteit, drift) die niet getoond worden, maar wel worden beïnvloed door de keuze van coureur, kart, banden en glijscherm.
In onderstaande overzicht staan alle onderdelen. Er zijn een aantal onderdelen van begin af aan beschikbaar. Alle overige onderdelen (behalve: drakenvleugel, gouden kart, gouden wielen en gouden vleugel) worden in willekeurige volgorde vrijgespeeld door het verzamelen van munten. Hoeveel munten er nodig zijn per nieuw onderdeel loopt op van 50 tot 500. Voor het duurste onderdeel (uitzonderingen daargelaten) is 4500 munten nodig. Het vrijspelen van de drakenvleugel kost 5000 munten (of minder als je gebruikt maakt van de StreetPass-functie). De gouden vleugel, gouden wielen en gouden kart zijn vrij te spelen met respectievelijk 10.000, 15.000 en 20.000 munten, maar ook met respectievelijk 100 StreetPass-hits, alle gouden bekers (met minimaal één ster) in elke snelheidsklasse en 10.000 racepunten uit online spelen.
| Karts                                    | X | Karts          | X | Banden         | X | Glijscherm        | X |
| ---------------------------------------- | - | -------------- | - | -------------- | - | ----------------- | - |
| Standaard                                |   | Au-au-auto     |   | Standaard      |   | Standaard         |   |
| Gouden kart                              |   | Koopa-clown    |   | Gouden wielen  |   | Gouden vleugel    |   |
| Royaltyracer                             |   | Wolkenwagen    |   | Mini           |   | Parasol van Peach |   |
| Bijrijder                                |   | Komkommer GTi  |   | Klassiek       |   | Bloem             |   |
| Diabolide                                |   | Blauwe bliksem |   | Glad           |   | Drakenvleugel     |   |
| Brokkenpiloot                            |   | Bananenbuggy   |   | Sponzen        |   | Swooper           |   |
| Sprinter                                 |   | Skelter        |   | Paddenstoel    |   | Parachute         |   |
| Ei 1                                     |   |                |   | Boomstam       |   |                   |   |
| Locomobiel                               |   |                |   | Monster (rood) |   |                   |   |
| Scheurschip                              |   |                |   | Monster        |   |                   |   |
| Groen = standaard, geel = vrij te spelen |   |                |   |                |   |                   |   |

## Circuits
Net als is voorgaande Mario Kart-games zijn er uiteenlopende circuits geïnspireerd op of aangekleed met elementen uit het Mario-universum, maar nieuw in dit deel is dat er ook circuits zijn die gebaseerd zijn op andere games (cross-over-circuits). De circuits Wuhu-eiland 1 en Wuhu-eiland 2 zijn gebaseerd op Wii Sports Resort en DK's Jungle is gebaseerd op Donkey Kong Country Returns. Hoewel Donkey Kong een speelbaar personage is sinds Super Mario Kart en meerdere circuits op zijn naam heeft, is dit het eerste circuit met vijanden, obstakels en muziek uit een Donkey Kong Country-spel. Ook DK's Tree House is prominent aanwezig.
Op de meeste circuits bestaat een race uit drie rondes, zoals gebruikelijk, maar nieuw in Mario Kart 7 is dat er ook circuits zijn die uit slechts een ronde bestaan. Wuhu-eiland 1, Wuhu-eiland 2 en Regenboogbaan zijn opgedeeld in drie segmenten en de finish is niet op dezelfde plek als de start van de race.

### Lijst van circuits
Mario Kart 7 heeft 32 circuits verdeeld over acht bekers. De helft van deze circuits zijn gloednieuw, de andere helft zijn opgepoetste versies van circuits uit voorgaande Mario Kart-games. Hiermee zet Mario Kart 7 het stramien van Mario Kart DS en Mario Kart Wii voort. Een aantal van de Mario Kart 7-circuits zijn verschenen als retrocircuits in nieuwere Mario Kart-games.

#### Nieuw
Paddenstoelbeker
- Toads Circuit
- Daisy's Bergdorp
- Kaap Cheep Cheep
- Shy Guys Bazaar

Bloemenbeker
- Wuhu-eiland 1
- Mario's Circuit
- Muziekcircuit
- Kampioensberg

Sterrenbeker
- Piranha Plant-Parkoers
- Wario's Wrak
- Bowser City
- Wuhu-eiland 2

Speciale beker
- DK's Jungle
- Rosalina's IJsplaneet
- Bowsers Kasteel
- Regenboogbaan

#### Retro
Schildbeker
- N64 Luigi's Circuit
- GBA Bowsers Kasteel 1
- Wii Paddenstoelengrot
- DS Luigi's Landgoed

Bananenbeker
- N64 Koopa's Strand
- SNES Mario's Circuit 2
- Wii Kokosnootplaza
- DS Waluigi's Flipperkast

Blaadjesbeker
- N64 Wildwestwoestijn
- DS DK's Piste
- GCN Daisy's Cruiseschip
- Wii Wigglers Woud

Bliksembeker
- Wii Kaap Koopa
- GCN Dino Dino-Jungle
- DS Vliegende Vesting
- SNES Regenboogbaan

## Gevechtsmodi en -arena's
De speler heeft keus uit twee gevechtsmodi: ballongevecht en muntengevecht. Voor aanvang van het gevecht kunnen de moeilijkheidsgraad van de tegenstanders (makkelijk, normaal, moeilijk), de te spelen gevechtsarena's (willekeurig, op volgorde, naar keuze), de beschikbare voorwerpen (alle, schilden, bananen, paddenstoelen, Bob-oms) en de spelstand (solo, team) worden ingesteld.
In een ballongevecht krijgt elke coureur drie ballonnen. De speler probeert door middel van voorwerpen ballonnen van anderen kapot te maken, want elke kapotte ballon levert één punt op. Door een superpaddenstoel te gebruiken en te botsen met een andere coureur, pakt een coureur een ballon af. Dat levert geen punt op, maar wel een extra ballon. Als een coureur geen ballonnen meer heeft, verliest deze de helft van zijn punten (na boven afgerond en met een maximum van drie) en krijgt deze drie nieuwe ballonnen. Na elke gevechtsronde worden de punten opgeteld bij het totaal, wie na vier gevechtsrondes de meeste punten heeft wint.
Bij een muntengevecht draait het erom wie er eindigt met de meeste munten. Op veel plekken in de gevechtsarena ligt een munt, die door de coureurs opgepakt kant worden. Met voorwerpen kan de speler zorgen dat andere coureurs munten verliezen. Als een coureur geraakt wordt, of botst met een obstakel, verliest deze de helft van zijn munten (na boven afgerond en met een maximum van drie). Een coureur kan maximaal tien munten vasthouden. Wie na vier gevechtsrondes de meeste munten heeft, wint het gevecht.
De gevechtsmodi worden gespeeld in gevechtsarena's. Deze zijn doorgaans compact met veel wegen, muurtjes en obstakels. Zo komen coureurs elkaar vaak tegen, maar is er ook plek om te vluchten of schuilen.
Nieuwe gevechtsarena's
- Honinghuis
- Peach' IJspaleis
- Wuhu-stad

Retro gevechtsarena's
- GBA Gevechtsarena 1
- N64 Reuzenring
- DS Palmstrand

## Voorwerpen
In Mario Kart 7 keren elf voorwerpen uit voorgaande Mario Kart-games terug en zijn er drie nieuwe voorwerpen (vuurbloem, super-7, superblaadje). Met een driedubbele-versie van vier voorwerpen komt het totaal aantal voorwerpen in Mario Kart 7 op achttien.
Door de vuurbloem kan de coureur vuurballen afvuren op zijn tegenstanders. De super-7 geeft in een klap zeven voorwerpen (groen schild, rood schild, Blooper, superster, superpaddenstoel, Bob-omb, banaan) die om de kart cirkelen en één voor één gebruikt kunnen worden. Dit voorwerp keert in Mario Kart 8 terug als Mega-8 met acht voorwerpen in plaats van zeven. Het superblaadje geeft de kart een staart zoals Tanuki-Mario, waarmee tegenstanders en voorwerpen aan de kant geslagen kunnen worden. Van het groene schild, het rode schild, de banaan en de superpaddenstoel is een driedubbele-versie beschikbaar. De bananen hangen in een sliert achter de kart, de overige voorwerpen cirkelen rondom de kart.

## Ontvangst
| Beoordeeld door                         | Datum            | Score |
| --------------------------------------- | ---------------- | ----- |
| Gameblog.fr                             | 2 december 2011  | 100%  |
| Retro Gamer                             | januari 2012     | 92%   |
| Tech-Gaming                             | 7 december 2011  | 91%   |
| GNT - Generation Nouvelles Technologies | 2 december 2011  | 90%   |
| Jeux Vidéo Network                      | 2 december 2011  | 85%   |
| JeuxVideoPC.com                         | 30 november 2011 | 80%   |
| GBase - The Gamer's Base                | 1 januari 2012   | 80%   |
| GameSpot                                | 1 december 2011  | 80%   |
| The Telegraph                           | 5 december 2011  | 70%   |
| Giant Bomb                              | 29 november 2011 | 60%   |

## Trivia
- Mario Kart 7 is een van de eerste twee Mariospellen dat in het Nederlands verscheen. Dit spel kwam twee weken later uit dan Super Mario 3D Land dat eveneens in het Nederlands te spelen is.[9]
- Dit is de eerste Mario Kart-game waarin Wario niet vanaf begin af aan beschikbaar is als coureur.